# Doiarnea, Krîjopil
Doiarnea (în ucraineană Доярня) este un sat în comuna Olșanca din raionul Krîjopil, regiunea Vinnița, Ucraina.

## Demografie
Componența lingvistică a localității Doiarnea
     Ucraineană (100%)
Conform recensământului din 2001, toată populația localității Doiarnea era vorbitoare de ucraineană (100%).